# Каслинский район
Ка́сли́нский райо́н — административно-территориальная единица (район) и одноимённое муниципальное образование (муниципальный район) в Челябинской области России.
Официальное название административного района: город Касли и Каслинский район.
Административный центр — город Касли (имеет статус города с территориальным районом).

## География
Площадь — 3 356 км², сельскохозяйственные угодья — 116,7 тысяч га.
Один из самых заселённых (53 населённых пункта) районов расположен между Челябинском (138 км) и Екатеринбургом (130 км). Ближайшие станции ЮУЖД: Маук (25 км) и Кыштым (25 км). На территории района старейшие поселения области: Тюбук и Багаряк. Северная оконечность озёрного ожерелья Урала и живописные Вишневые горы, которые называют Малыми Ильменами, все придаёт горнолесному району неповторимые черты.
Район расположен в северной части лесостепной зоны Челябинской области. На его территории расположены озера Сунгуль, Синара, Силач, Касли, Иртяш, Кисегач; Потанинские, Вишневые горы. Берёзовые леса чередуются с сосновыми и смешанными, с небольшими степными участками. Почвы преобладают тёмно-серые, подзолистые.
Территория 2786,54 квадратных километра.
На территории района размещена часть Восточно-Уральского государственного (радиационного) заповедника.

## История
Каслинский (по февраль 1944 — Уфалейский) район образован решением Уральского облисполкома 27 февраля 1924 года. Наделен статусом муниципального в 2004 году.
3 февраля 1747 г. в Исетской канцелярии Челябинской крепости была составлена купчая на приобретение за 150 рублей Яковом Коробковым 250 тысяч десятин земли под заводскую дачу. В том же году Коробков заложил на Каслинском истоке между озёрами Большие Касли и Иртяш, чугунолитейный и железоделательный завод.
18 августа 1749 г. завод был пущен и за месяц дал первые 6 тысяч пудов железа (кроме чугунного литья). Вокруг завода вырос поселок.
В результате судебной тяжбы из-за владения рудниками Я. Р. Коробков был вынужден продать Н. Н. Демидову Каслинский завод.
13 августа 1751 г. была составлена «купчая крепость», по которой Н. Н. Демидов купил Каслинский завод за 10500 рублей. Вскоре Демидов прикупает у башкир Мякотинской волости за 250 рублей ещё 350 тысяч десятин земли и в итоге становится владельцем 600 тысяч десятин богатейшей земли Южного Урала, территории большей по площади, чем Бельгия или Швейцария.
В 1762 году на Каслинском заводе выполнялся разовый военный заказ: было отлито 60 чугунных пушек и к ним 49325 ядер и картечи.
В конце 18 века Н. Н. Демидов перестроил домну, вместо трех деревянных кричных фабрик возвел четыре каменные. В таком виде Каслинский завод в 1805 году перешел по завещанию внуку — Петру Григорьевичу Демидову. Хозяева завода менялись, а завод все ширился и рос.
В 1811—1815 годах прейскурант литейщиков по производству художественного литья насчитывал уже более 300 наименований изделий.
В 1813 году начала работать бронзолитейная мастерская.
В 1824 году Г. Ф. Зотов организует на Кыштымский заводах производство опойчатой посуды, планируя развить на Каслинском заводе выпуск художественного и архитектурного литья. С 1824 по 1836 годы выполнялись отдельные заказы на архитектурные детали, рельефы с портретами членов императорской семьи и многое другое.
Начиная с 1843 года отливались единичные художественные вещи (подсвечники, узорчатые тарелочки и т. д.). В это время отливка шла только в сырые песчаные формы. Так, в 1863 году было отлито 57704 пуда чугунной посуды, а в 1893 году — 158560 пудов.
«Рыба каслинских озёр по своему качеству и величине славится», — писал в 1873 году ученый Л. П. Сабанеев. Не случайно рыба стала третьим символом города, наряду с «соболиным железом» и художественным литьем, и в начале XX века вошла в эмблему Каслей, расположившись под скрещенными молоточками — знаком завода.
В 1852 году начинается производство ажурных решеток, оград, половых плит, надгробных памятников со сложными орнаментальными рельефами, расширяется выпуск садово-парковой мебели: скамеек, диванов, кресел, столов и стульев.
В 1870-е годы определяются главные направления в Каслинском литье («кабинетное», мемориальное, архитектурное и бытовое), складываются основные особенности его стиля: четкость силуэта, тщательная отделка деталей, передача фактуры различных материалов, высококачественная матовая окраска.
12 октября 1959 года к Каслинскому району была присоединена часть территории упразднённого Багарякского района.

## Население
| 1989    | 2002    | 2005    | 2006    | 2007    | 2008    | 2009    |
| ------- | ------- | ------- | ------- | ------- | ------- | ------- |
| 48 259  | ↘41 363 | ↘39 165 | ↘38 024 | ↘37 129 | ↘36 405 | ↘20 225 |
| 2010    | 2011    | 2012    | 2013    | 2014    | 2015    | 2016    |
| ↗34 712 | ↘34 632 | ↘34 240 | ↘33 980 | ↘33 688 | ↘33 495 | ↘33 055 |
| 2017    | 2018    | 2019    | 2020    | 2021    | 2023    |         |
| ↘32 472 | ↘31 894 | ↘31 435 | ↘30 931 | ↘30 400 | ↘29 604 |         |

### Урбанизация
В городских условиях (город Касли и рабочий посёлок Вишневогорск) проживают 64,42 % населения района.

## Территориальное устройство
Каслинский район как административно-территориальная единица области делится на 9 сельсоветов, 1 город (районного значения) и 1 рабочий посёлок (посёлок городского типа) с подчинёнными им населёнными пунктами. Каслинский муниципальный район, в рамках организации местного самоуправления, включает 11 муниципальных образований, в том числе соответственно 9 сельских поселений и 2 городских поселения:
| №  | Муниципальное образование          | Административный центр       | Количество населённых пунктов | Население (чел.) | Площадь (км²) |
| -- | ---------------------------------- | ---------------------------- | ----------------------------- | ---------------- | ------------- |
| 1  | Вишневогорское городское поселение | рабочий посёлок Вишневогорск | 3                             | ↘4099            | 122,01        |
| 2  | Каслинское городское поселение     | город Касли                  | 2                             | ↘15 030          | 243,54        |
| 3  | Багарякское сельское поселение     | село Багаряк                 | 11                            | ↗1660            | 567,90        |
| 4  | Береговое сельское поселение       | посёлок Береговой            | 5                             | ↗1596            | 156,17        |
| 5  | Булзинское сельское поселение      | село Булзи                   | 1                             | ↘541             | 176,67        |
| 6  | Воздвиженское сельское поселение   | посёлок Воздвиженка          | 3                             | ↘773             | 117,27        |
| 7  | Григорьевское сельское поселение   | деревня Григорьевка          | 4                             | ↘563             | 136,32        |
| 8  | Маукское сельское поселение        | посёлок ж.д. ст. Маук        | 1                             | ↘542             | 247,05        |
| 9  | Огневское сельское поселение       | село Огневское               | 6                             | ↘837             | 337,94        |
| 10 | Тюбукское сельское поселение       | село Тюбук                   | 5                             | ↘3185            | 302,49        |
| 11 | Шабуровское сельское поселение     | село Шабурово                | 6                             | ↘1007            | 379,18        |

### Населённые пункты
В Каслинском районе 47 населённых пунктов.
| №  | Населённый пункт  | Тип              | Население | Муниципальное образование          |
| -- | ----------------- | ---------------- | --------- | ---------------------------------- |
| 1  | Аллаки            | деревня          | ↘278      | Тюбукское сельское поселение       |
| 2  | Аракуль           | посёлок          | ↘73       | Вишневогорское городское поселение |
| 3  | Багаряк           | село             | ↘1423     | Багарякское сельское поселение     |
| 4  | Береговой         | посёлок          | ↘1815     | Береговое сельское поселение       |
| 5  | Булзи             | село             | ↘541      | Булзинское сельское поселение      |
| 6  | Вишневогорск      | рабочий посёлок  | ↘4064     | Вишневогорское городское поселение |
| 7  | Воздвиженка       | посёлок          | ↘381      | Воздвиженское сельское поселение   |
| 8  | Воскресенское     | село             | ↘287      | Тюбукское сельское поселение       |
| 9  | Гаево             | село             | ↘22       | Багарякское сельское поселение     |
| 10 | Григорьевка       | деревня          | ↘243      | Григорьевское сельское поселение   |
| 11 | Жуково            | деревня          | ↘1        | Багарякское сельское поселение     |
| 12 | Знаменка          | деревня          | ↘76       | Григорьевское сельское поселение   |
| 13 | Зотино            | село             | ↘47       | Багарякское сельское поселение     |
| 14 | Зырянкуль         | деревня          | ↘6        | Береговое сельское поселение       |
| 15 | Кабанское         | село             | ↘33       | Багарякское сельское поселение     |
| 16 | Касли             | город            | ↘15 006   | Каслинское городское поселение     |
| 17 | Кисегач           | посёлок          | ↘29       | Тюбукское сельское поселение       |
| 18 | Клеопино          | село             | ↘130      | Григорьевское сельское поселение   |
| 19 | Клепалово         | село             | ↘89       | Багарякское сельское поселение     |
| 20 | Колпакова         | деревня          | ↘29       | Багарякское сельское поселение     |
| 21 | Колясниково       | деревня          | ↘6        | Шабуровское сельское поселение     |
| 22 | Костер            | посёлок          | ↗21       | Вишневогорское городское поселение |
| 23 | Красный Партизан  | посёлок          | ↘233      | Тюбукское сельское поселение       |
| 24 | Кульмяково        | деревня          | ↘0        | Береговое сельское поселение       |
| 25 | Кызылова          | деревня          | ↘103      | Огневское сельское поселение       |
| 26 | Ларино            | село             | ↘263      | Шабуровское сельское поселение     |
| 27 | Малая Канзафарово | деревня          | ↘58       | Береговое сельское поселение       |
| 28 | Малая Кызылова    | деревня          | ↘8        | Огневское сельское поселение       |
| 29 | Маук              | посёлок ж.д. ст. | ↘542      | Маукское сельское поселение        |
| 30 | Москвина          | деревня          | ↘1        | Багарякское сельское поселение     |
| 31 | Огневское         | село             | ↘601      | Огневское сельское поселение       |
| 32 | Подкорытова       | деревня          | ↘12       | Шабуровское сельское поселение     |
| 33 | Полднево          | село             | ↘176      | Багарякское сельское поселение     |
| 34 | Пороховое         | село             | ↘45       | Береговое сельское поселение       |
| 35 | Пригородный       | посёлок          | →30       | Каслинское городское поселение     |
| 36 | Пьянкова          | деревня          | ↗14       | Шабуровское сельское поселение     |
| 37 | Слободчикова      | деревня          | ↘20       | Огневское сельское поселение       |
| 38 | Тимино            | село             | ↘331      | Шабуровское сельское поселение     |
| 39 | Тихомировка       | посёлок          | ↘7        | Воздвиженское сельское поселение   |
| 40 | Тюбук             | село             | ↘2863     | Тюбукское сельское поселение       |
| 41 | Усть-Караболка    | деревня          | ↘86       | Огневское сельское поселение       |
| 42 | Черкаскуль        | посёлок          | ↘531      | Воздвиженское сельское поселение   |
| 43 | Черноозёрская     | деревня          | ↘0        | Багарякское сельское поселение     |
| 44 | Шаблиш            | село             | ↘30       | Багарякское сельское поселение     |
| 45 | Шабурово          | село             | ↘726      | Шабуровское сельское поселение     |
| 46 | Щербаковка        | село             | ↘269      | Григорьевское сельское поселение   |
| 47 | Юшково            | село             | ↘272      | Огневское сельское поселение       |

Исчезнувшие населённые пункты
- Свобода[источник не указан 1979 дней] – исчезла из за Кыштымской катастрофы 1957 года – радиационных выбросов на химкомбинате «Маяк».

По состоянию на 1966 год, уже после отселённых населённых пунктов и изменения границ районов в связи с событиями 1957 года, в Каслинском районе было 63 населённых пунктов. Часть из них была упразднена впоследствии, некоторые вошли в состав городов.

## Экономика
На территории района действуют 9 крупных и средних предприятий, 106 малых предприятий, 834 предпринимателей и 32 крестьянских (фермерских) хозяйств. В структуре экономики преобладает промышленное производство. Основной объём работ в промышленности выполняют крупные предприятия: ОАО «Радий», ОАО «Вишневогорский ГОК». ООО «Каслинский завод архитектурно-художественного литья» ведёт производство художественных изделий как по классическим, так и по современным моделям.
Крупнейшим предприятием муниципального образования является Вишневогорский горно-обогатительный комбинат. Здесь, на Вишневогорском месторождении, найдено более 130 минералов. Интерес представляют и горные породы, в составе которых были открыты полезные ископаемые, обеспечившие широкую известность Каслинскому району. Это полевой шпат, ниобий, цирконий, редкие земли, вермикулит. Встречаются также проявления молибдена, золота, графита, мрамора. В настоящее время ОАО"Вишневогорский ГОК" выпускает полевошпатовые материалы для стекольной, электровакуумной, керамической и электродной промышленностей.
Одно из ведущих промышленных производств района — ОАО «Радий», специализирующийся на выпуске технических средств охранно-пожарной сигнализации, спецтехники для Министерства обороны РФ, а также бытовой электроники. Завод, ориентированный на инновационный путь развития, достойно преодолевает экономически сложное время, адаптируясь к меняющейся конъюнктуре рынка и делая ставку на модернизацию выпускаемых изделий, а также освоение новых направлений деятельности.
Немаловажную роль в экономике района играют предприятия среднего и малого бизнеса. Доля занятых в сфере малого предпринимательства составляет 33,4 % в среднесписочной численности работников всех предприятий и организаций. С каждым годом на территории Каслинского района увеличивается количество стабильно работающих малых и средних предприятий, наращивающих объем своих производств. Среди них — ООО «Каслинский машиностроительный завод», ООО «Каменный пояс», Вишневогорская кондитерская фабрика «Голицин», ООО «Каслинский завод архитектурно — художественного литья».
В Каслинском районе разработана целевая программа «Развитие малого и среднего предпринимательства» на 2010—2011 годы. В ее рамках из местного и областного бюджетов в 2010 году оказана финансовая поддержка 5 субъектам малого и среднего предпринимательства.

## Известные уроженцы
Востротин Валерий Александрович (1952) — гвардии генерал-полковник. Родился 20 ноября в г. Касли.
 Кашпуров Пётр Афанасьевич (1913—1944) — заместитель командира 120-го гвардейского стрелкового полка 39-й гв. сд по политической части. Родился в с. Воскресенское.

## Комментарии
1. ↑  Протокол № 16 Президиума Уральского облисполкома[9]